# SN 2009lm
SN 2009lm – supernowa typu II-P odkryta 17 listopada 2009 roku w galaktyce NGC 2980. W momencie odkrycia miała maksymalną jasność 18,50m.